# Kelabit
Die Kelabit, die enge Verbindungen mit den Lun Bawang haben, sind eines der etwa 27 indigenen Völker Sarawaks. Sie leben im Hochland von Sarawak auf einer Höhe von etwas über 1200 Metern, einem der am höchsten gelegenen und entlegensten Gebieten auf Borneo. Da das Gebiet der Kelabit nur über wenige Straßen verfügt und auf dem Flusswege wegen Stromschnellen nur schwer erreichbar ist, blieb das Gebiet der Kelabit und das Hochland von westlichen Einflüssen bisher wenig berührt. Heute sind die meisten Kelabit jedoch Christen, nachdem sich Missionare in dieses Hochland begeben hatten. 
Mit etwa 5000 Menschen sind die Kelabit eine der kleinsten ethnischen Gruppen in Sarawak. In den letzten 20 Jahren sind viele aus wirtschaftlichen und sozialen Gründen in die Städte gezogen. Es wird geschätzt, dass nur noch etwa 1200 Kelabit in ihrer entlegenen Heimat leben und dort in traditionellen Langhäusern wohnen. In eng geknüpften Gemeinschaften betreiben sie eine ursprüngliche Form der Landwirtschaft. Es werden Nass-Reis, Berg-Reis, Mais, Tapioka, Ananas, Kürbisse, Gurken, Bohnen und Früchte angebaut. Außerdem sind die Kelabit ausgezeichnete Jäger und Fischer.
Die Kelabit halten außerdem noch Wasserbüffel, die sie sehr schätzen. Traditionell beträgt die Mitgift einer höhergestellten Braut mindestens sieben Büffel. 
Während des Zweiten Weltkrieges wurden die Kelabit von den Australiern mit Waffen versorgt und spielten eine wichtige Rolle bei der Befreiung von Borneo.